# Spianáda
La Spianáda (en grec moderne : Σπιανάδα, « esplanade ») est l'une des principales places de la ville de Corfou en Grèce.
Elle se trouve entre le Vieux Fort à l'est et la vieille ville à l'ouest. C'est une des destinations touristiques de la ville.
Sa construction et aspect final remonte à l'occupation française des îles Ioniennes.
La pelouse en son centre sert habituellement de terrain de cricket.

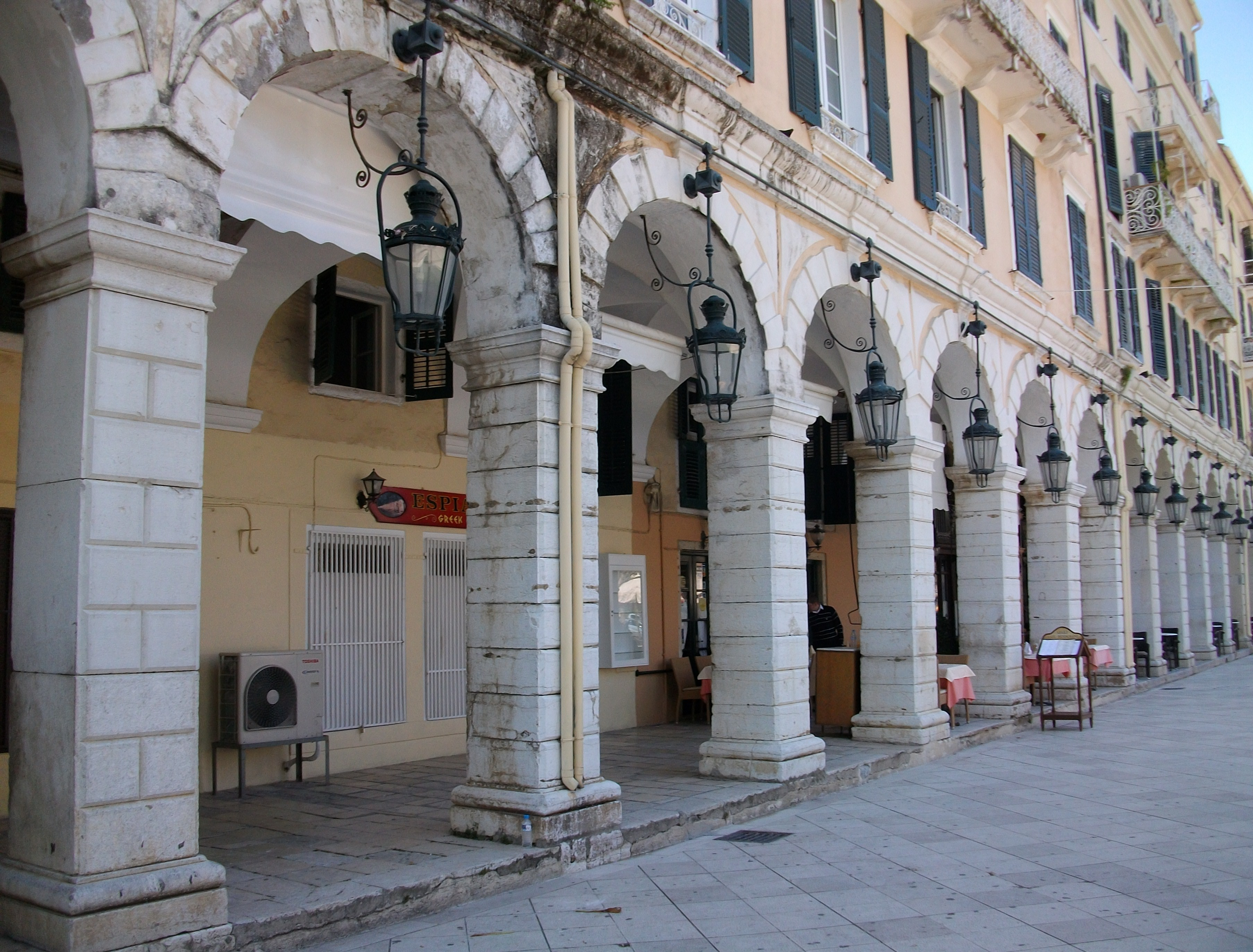
Arcades de la rue Liston longeant la place.
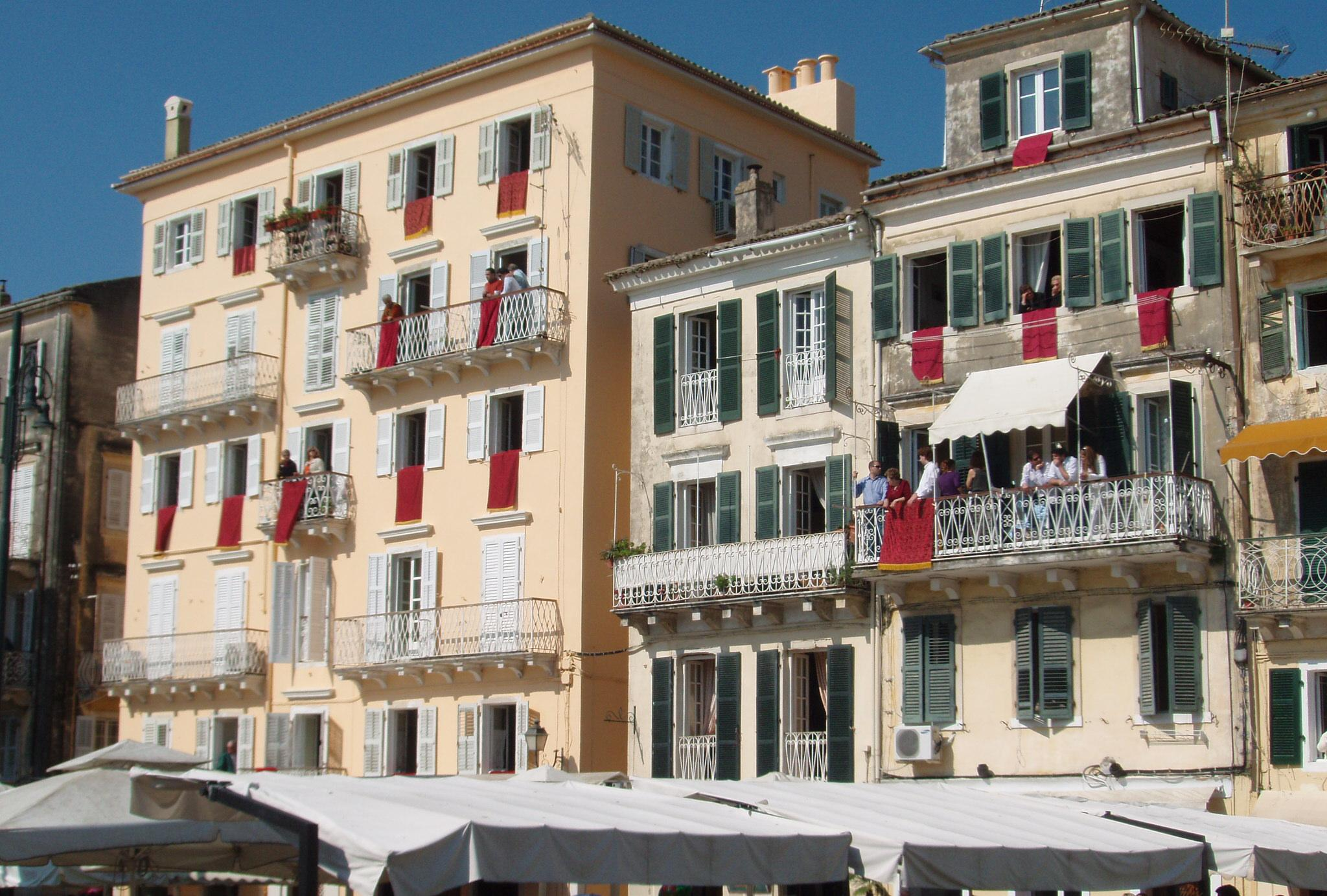
Maisons près de la place.
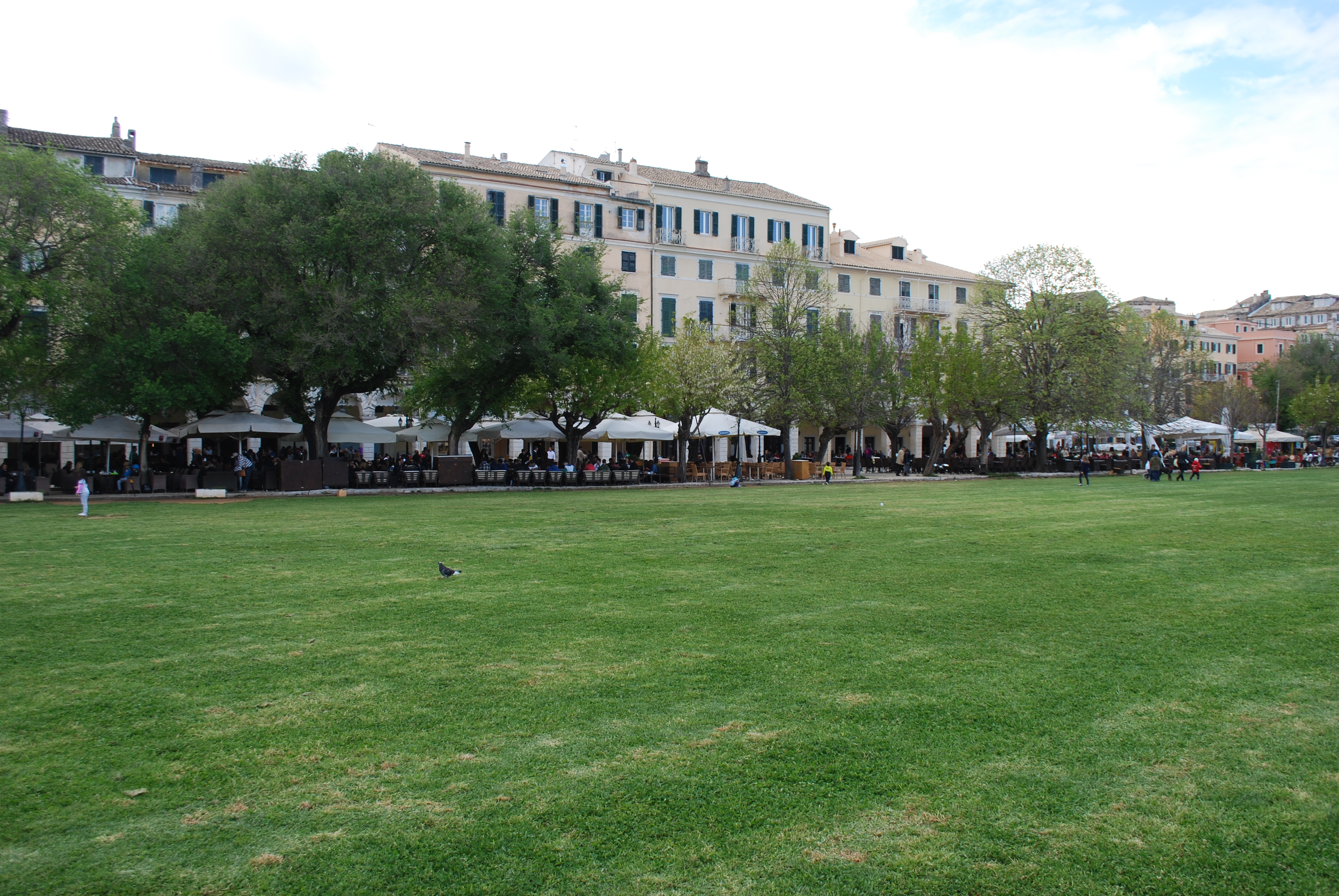
Pelouse de la place.
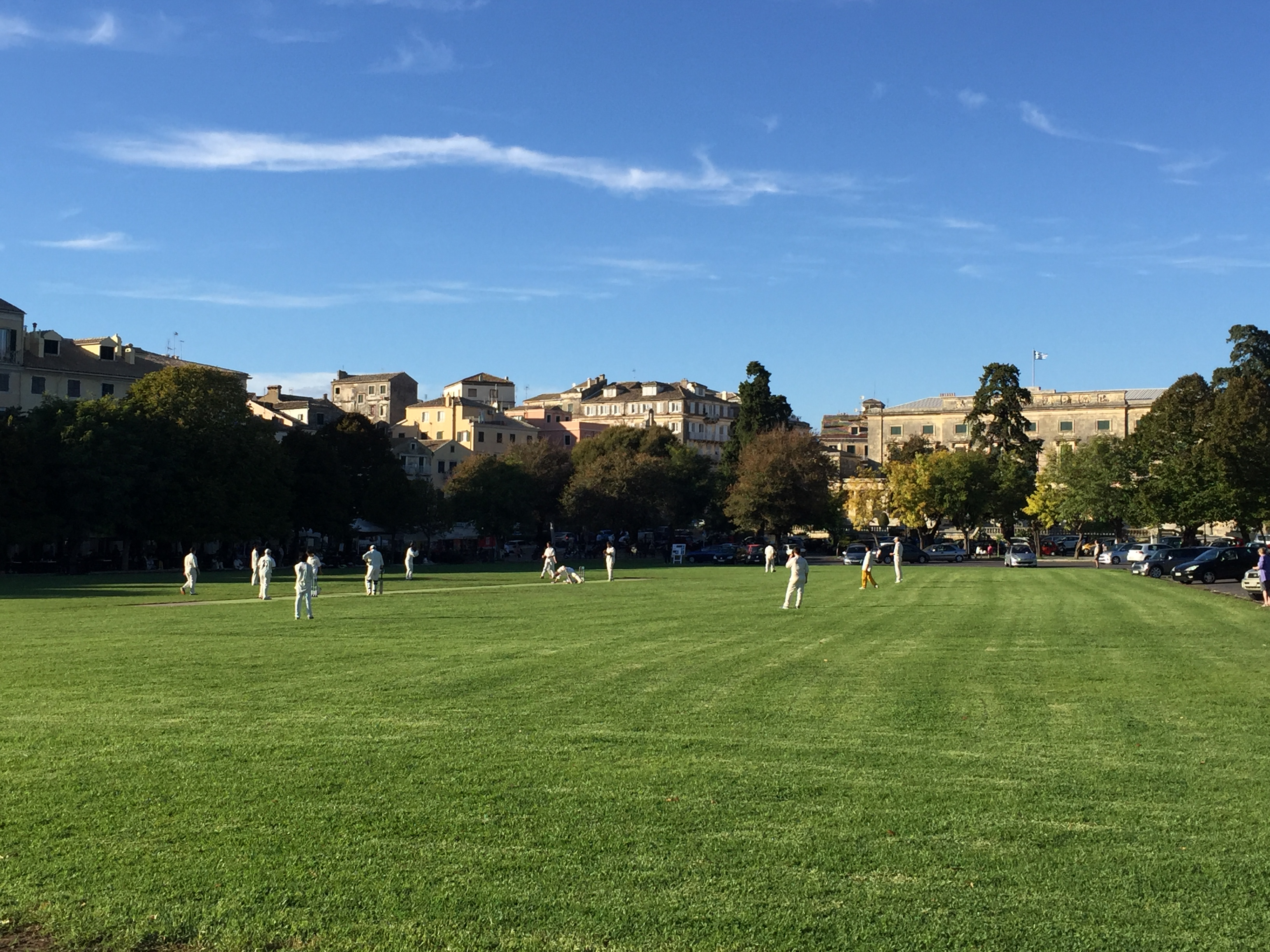
Partie de cricket sur la pelouse.